# 우산로 (원주시)
우산로(牛山路)는 강원특별자치도 원주시 우산동에 있는 도로로, 총 연장은 2.425 km이다. 도로의 명칭이 유래된 것은 행정구역명인 우산동을 반영한 것에서 유래되었다.

## 역사
- 2009년 10월 22일 : 도로명으로 우산로를 고시

## 주요 경유지
- 원주시
  - 우산동

## 접촉하는 도로
- 우무개로
- 우산초교길
- 상지대길
- 우산공단길
- 호저로

## 주변 건물 및 시설
- 상지헬스사우나 (우산로 32/우산동 234-2)
- 한국전력공사 원주지점 (우산로 122/우산동 316-9)
- 삼양사원임대아파트 (우산로 130/우산동 333-53)
- 근로자복지회관 (우산로 144/우산동 317-7)
- 삼양식품 원주공장 (우산로 177/우산동 390)
- 원주기계공구단지 (우산로 276/우산동 479-10)
- 영서철강 (우산로 288/우산동 469-9)
- 상하수도사업소 (우산로 323/우산동 511-4)